# رودولف سيل
رودولف سيل (بالإنجليزية: Rudolph Seale)‏ هو لاعب كرة قدم جنوب أفريقي في مركز الدفاع، ولد في 29 أكتوبر 1966 في سويتو في جنوب أفريقيا. شارك مع منتخب جنوب أفريقيا لكرة القدم. أما مع النوادي، فقد لعب مع سوبر سبورت يونايتد وكايزر تشيفز.